# Josip Drmić
Josip Drmić (ur. 8 sierpnia 1992 w Lachen) – szwajcarski piłkarz chorwackiego pochodzenia występujący na pozycji napastnika w chorwackim klubie Dinamo Zagrzeb oraz w reprezentacji Szwajcarii.

## Kariera klubowa
Swoją karierę piłkarską Drmić rozpoczął w klubie FC Zürich. W trakcie sezonu 2009/2010 awansował do kadry pierwszej drużyny z Zurychu. Zadebiutował w niej 6 lutego 2010 w zremisowanym 0:0 domowym meczu z Neuchâtel Xamax. Z kolei 4 lutego 2012 w wyjazdowym spotkaniu z FC Luzern (1:1) strzelił swojego pierwszego gola w lidze szwajcarskiej. Od początku sezonu 2012/2013 jest podstawowym zawodnikiem FC Zürich.
12 maja 2014 roku podpisał pięcioletni kontrakt z Bayerem 04 Leverkusen.

## Kariera reprezentacyjna
W swojej karierze Drmić grał w reprezentacji Szwajcarii U-19 i U-21. Zagrał również z kadrą olimpijską na Igrzyskach Olimpijskich w Londynie. Z kolei w dorosłej reprezentacji Szwajcarii zadebiutował 11 września 2012 roku w wygranym 2:0 meczu eliminacji do MŚ 2014 z Albanią, gdy w 91. minucie zmienił Granita Xhakę.